# Рольверк
Рольверк (нем. Rollwerk, от Rolle — ролик, катушка, свёрток, и Werk — работа, изделие) — «кручёная работа», мотив орнамента в виде скрученной ленты или полуразвёрнутого рулона пергамена, бумаги, ткани. Некоторые разновидности близки картушу, другие — бандельверку, или бандо. Тем не менее, орнамент рольверка рассматривают отдельно, в особенности его ранние формы, появившиеся в эпоху Готики.
В рисунках и гравюрах мастеров Северного Возрождения, например Корнелиса Боса, Петера Флётнера, Корнелиса Флориса, рольверки приобретают изощрённый вид бесконечно переплетающихся лент. Если они имеют надписи, то такой мотив принято называть бандеролью. Английское название рольверка — «стрэпворк» (англ. strapwork — ленточная работа; strap — ремень, пояс, лента). Именно в английском, а также в нидерландском искусстве XIII—XVI веков, особенно распространён был мотив льняные складки, или фальтверк (нем. Faltwerk — «складчатая работа»), — геометризованное изображение симметрично расположенных складок тонкой ткани. Такой мотив, как и рольверк, повторяли в резьбе по дереву, чеканке по металлу.